# Enrico Martino (politico)
Enrico Martino (La Spezia, 29 gennaio 1907 – 27 aprile 1981) è stato un politico e diplomatico italiano.

## Biografia
Eletto nel 1946 deputato all'Assemblea costituente nelle file del PRI. Nel Governo De Gasperi II è sottosegretario alla guerra (1946-1947).
Si dimette da deputato il 30 ottobre 1947, per intraprendere la carriera diplomatica. È quindi ambasciatore d'Italia a Belgrado. Dal 1953 al 1955 è amministratore dell'Amministrazione fiduciaria italiana della Somalia.
Nel 1955 è nominato ambasciatore a Montevideo  fino al 1958 e negli anni '60 a Berna e a Vienna. Cessa dal servizio nel gennaio 1972.
Sulla sua esperienza in Africa orientale scrisse il libro "Due anni in Somalia".